# Усть-Озерна
Усть-Озе́рна (рос. Усть-Озёрная) — село у складі Борзинського району Забайкальського краю, Росія. Адміністративний центр та єдиний населений пункт Усть-Озерського сільського поселення.

## Населення
Населення — 452 особи (2010; 642 у 2002).
Національний склад (станом на 2002 рік):
- росіяни — 92 %